# Às Avessas
À rebours (pronúncia em francês: [a ʁ(ə).buʁ]; traduzido como Às Avessas ou A Contrapelo) é um romance de 1884 do escritor francês Joris-Karl Huysmans. A narrativa centra-se em um único personagem: Jean des Esseintes, um esteta excêntrico, recluso e doente. O último descendente de uma família aristocrática, Des Esseintes detesta a sociedade burguesa do século XIX e tenta se retirar para um mundo artístico ideal de sua própria criação. A narrativa é quase inteiramente um catálogo dos gostos estéticos do neurótico Des Esseintes, reflexões sobre literatura, pintura e religião e experiências sensoriais hiperestésicas.
À rebours contém muitos temas que se tornaram associados à estética simbolista. Ao fazê-lo, rompeu com o Naturalismo e tornou-se o exemplo máximo da literatura "Decadente", inspirando obras como O Retrato de Dorian Gray (1890), de Oscar Wilde. Em seu prefácio para a publicação do romance em 1903, Huysmans escreveu que teve a ideia de retratar um homem "subindo no sonho, buscando refúgio em ilusões de fantasia extravagante, vivendo sozinho, longe de seu século, entre memórias de tempos mais agradáveis ... cada capítulo tornou-se o sublimado de uma especialidade, o refinamento de uma arte diferente; tornou-se condensado em uma essência de joalheria, perfumes, literatura religiosa e secular, de música profana e canto simples."

## Plano de fundo

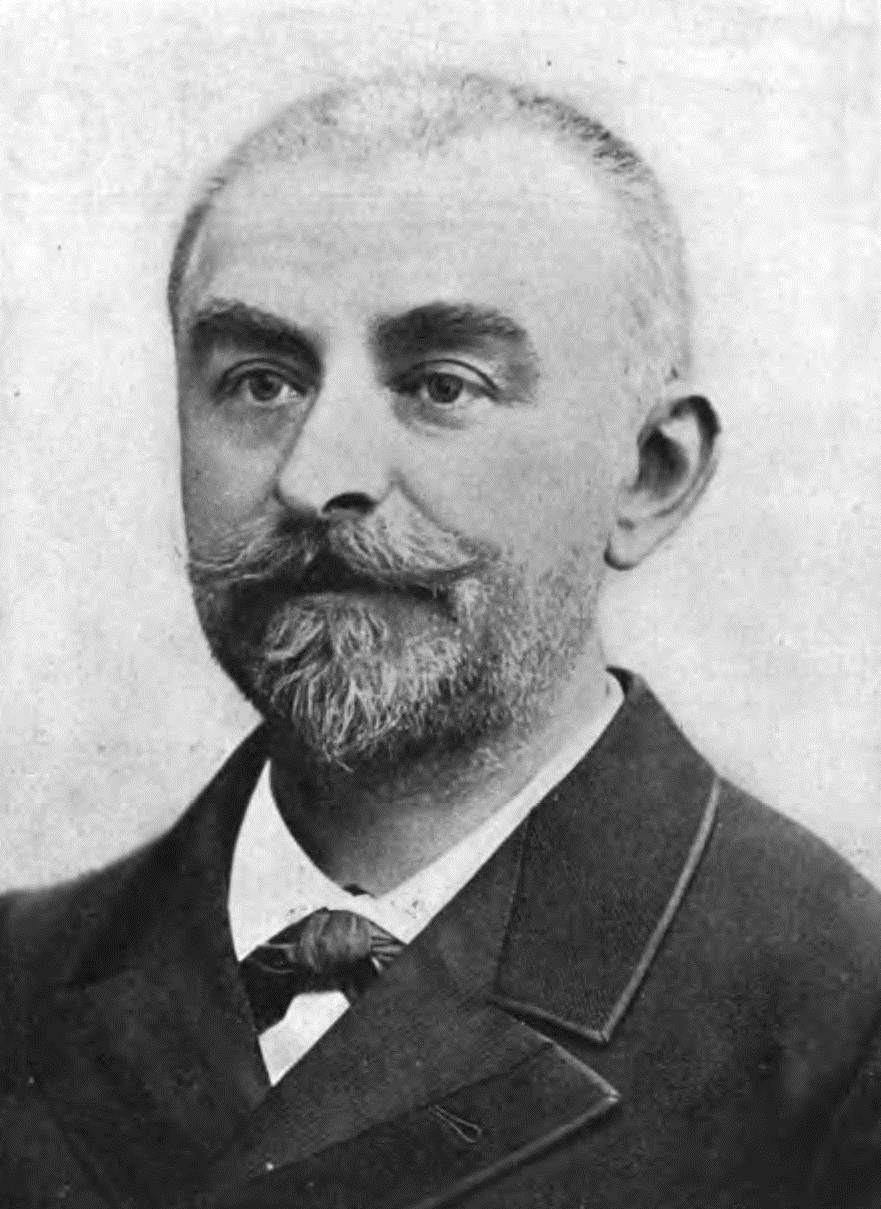
J.-K. Huysmans (1848–1907)

À rebours marcou um divisor de águas na carreira de Huysmans. Seus primeiros trabalhos tinham um estilo naturalista, sendo representações realistas do trabalho penoso e da miséria da vida da classe trabalhadora e da classe média baixa em Paris. No entanto, no início da década de 1880, Huysmans considerou essa abordagem da ficção como um beco sem saída. Como ele escreveu em seu prefácio à reedição de 1903 de À rebours:
Era o auge do Naturalismo, mas essa escola, que deveria ter prestado o inestimável serviço de nos dar personagens reais em cenários precisamente descritos, acabou tocando nos mesmos velhos temas e estava pisando na água. Mal admitia—pelo menos em teoria—quaisquer exceções à regra; assim, limitou-se a retratar a existência comum e lutou, sob o pretexto de ser fiel à vida, para criar personagens que fossem o mais próximo possível da média da humanidade.
 Huysmans decidiu manter certas características do estilo naturalista, tais como o uso de detalhes realistas minuciosamente documentados, mas aplicá-los a um retrato de um indivíduo excepcional: o protagonista Jean des Esseintes. Em uma carta de novembro de 1882, Huysmans disse a Émile Zola, o líder da escola de ficção naturalista, que estava mudando seu estilo de escrita e havia embarcado em uma "fantasia selvagem e sombria". Essa "fantasia", originalmente intitulada Seul (Sozinho), se tornaria À rebours. O personagem de Des Esseintes é parcialmente baseado no próprio Huysmans, e os dois compartilham muitos dos mesmos gostos, embora Huysmans, com seu modesto salário de funcionário público, dificilmente pudesse satisfazê-los na mesma medida que seu herói da classe alta. Os escritores e dândis Charles Baudelaire e Jules Barbey d'Aurevilly também tiveram alguma influência, mas o modelo mais importante foi o notório esteta aristocrático Robert de Montesquiou, que também serviu de base para o Barão de Charlus em À la recherche du temps perdu, de Marcel Proust. Os móveis de Montesquiou têm uma forte semelhança com os da casa de Des Esseintes:
Em 1883, para seu eterno arrependimento, Montesquiou admitiu Stéphane Mallarmé [em sua casa]. Era tarde da noite quando o poeta foi mostrado sobre a casa, e a única iluminação veio de alguns candelabros espalhados; no entanto, à luz bruxuleante, Mallarmé observou que a campainha da porta era na verdade uma campainha sacral, que um quarto era mobiliado como cela de mosteiro e outro como cabine de um iate, e que o terceiro continha um púlpito de Luís Quinze, três ou três quatro bancas da catedral e uma faixa de grade do altar. Também lhe mostraram um trenó pitorescamente colocado sobre uma pele de urso branca como a neve, uma biblioteca de livros raros em encadernações de cores adequadas e os restos de uma infeliz tartaruga cuja carapaça havia sido revestida com tinta dourada. De acordo com Montesquiou escrevendo muitos anos depois em suas memórias, a visão dessas maravilhas deixou Mallarmé sem palavras de espanto. 'Ele foi embora', registra Montesquiou, 'em estado de silenciosa exaltação ... ele passou na caverna de Ali Baba.'

## Enredo

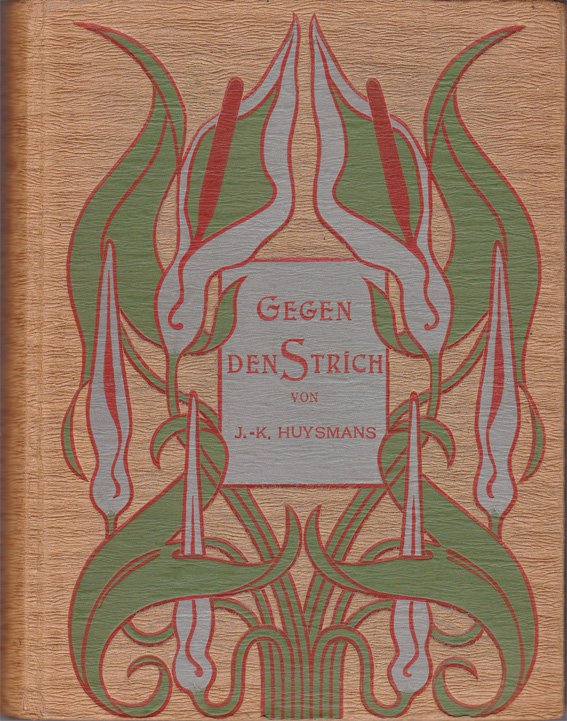
A primeira edição alemã de 1897

A epígrafe é uma citação de Jan van Ruysbroeck ("Ruysbroeck, o Admirável"), o místico flamengo do século XIV:
Devo me alegrar além dos limites do tempo ... embora o mundo possa estremecer com minha alegria, e em sua grosseria não saiba o que quero dizer.
Jean des Esseintes é o último membro de uma família nobre poderosa e outrora orgulhosa. Ele tem vivido uma vida extremamente decadente em Paris, o que o deixou desgostoso com a sociedade humana. Sem contar a ninguém, ele se retira para uma casa no campo, perto de Fontenay, e decide passar o resto de sua vida na contemplação intelectual e estética. Nesse sentido, À rebours lembra Bouvard et Pécuchet (publicado postumamente em 1881), de Gustave Flaubert, em que dois copistas parisienses decidem se retirar para o campo e acabam fracassando em vários empreendimentos científicos e acadêmicos.
O romance de Huysmans é essencialmente sem enredo. O protagonista enche a casa com sua coleção de arte eclética, que consiste principalmente em reimpressões das pinturas de Gustave Moreau (como Salomé dansant devant Hérode e L'Apparition), desenhos de Odilon Redon e gravuras de Jan Luyken. Ao longo de seus experimentos intelectuais, Des Esseintes relembra vários eventos debochados e casos amorosos de seu passado em Paris. Ele tenta inventar perfumes e cria um jardim de flores tropicais venenosas. Ilustrando sua preferência pelo artifício sobre a natureza (um tema característico do decadente), Des Esseintes escolhe flores reais que aparentemente imitam as artificiais. Em um dos episódios mais surrealistas do livro, ele tem pedras preciosas cravadas na carapaça de uma tartaruga. O peso extra nas costas da criatura causa sua morte. Em outro episódio, ele decide visitar Londres depois de ler os romances de Charles Dickens. Ele janta em um restaurante inglês em Paris enquanto espera o trem e fica encantado com a semelhança das pessoas com suas noções derivadas da literatura. Ele então cancela sua viagem e volta para casa, convencido de que apenas a desilusão o esperaria se ele seguisse com seus planos.
Des Esseintes faz um levantamento da literatura francesa e latina, rejeitando as obras aprovadas pela grande crítica de sua época. Ele rejeita os autores latinos academicamente respeitáveis da "Idade de Ouro", como Virgílio e Cícero, preferindo escritores posteriores da "Idade de Prata", como Petrônio (Des Esseintes elogia o decadente Satyricon) e Apuleio (Metamorfoses, comumente conhecido como O Asno de Ouro) como bem como obras da literatura cristã primitiva, cujo estilo era geralmente descartado como o produto "bárbaro" da Idade das Trevas. Entre os autores franceses, ele não mostra nada além de desprezo pelos românticos, mas adora a poesia de Baudelaire.
Des Esseintes pouco se importa com autores franceses clássicos como Rebelais, Molière, Voltaire, Rousseau e Diderot, preferindo as obras de Bourdaloue, Bossuet, Nicole e Pascal. O filósofo alemão do século XIX Arthur Schopenhauer, ele exclama, "sozinho estava certo" com sua filosofia do pessimismo, e Des Esseintes conecta a perspectiva pessimista de Schopenhauer com a renúncia de A Imitação de Cristo, uma obra devocional cristã do século XV de Thomas à Kempis. A biblioteca de Des Esseintes inclui autores do nascente movimento simbolista, incluindo Paul Verlaine, Tristan Corbière e Stéphane Mallarmé, bem como a ficção decadente dos escritores católicos heterodoxos Auguste Villiers de l'Isle-Adam e Barbey d'Aurevilly. Entre a literatura católica, Des Esseintes expressa atração pela obra de Ernest Hello.
Eventualmente, suas noites tardias e dieta idiossincrática afetam sua saúde, exigindo que ele retorne a Paris ou perca sua vida. Nas últimas linhas do livro, ele compara seu retorno à sociedade humana ao de um incrédulo tentando abraçar a religião.

## Recepção e influência

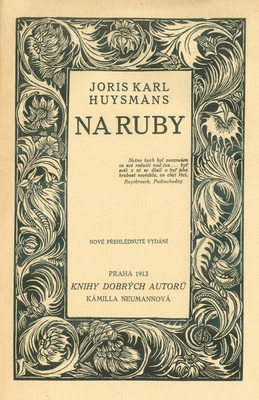
Capa da primeira edição tcheca de 1913

Huysmans previu que seu romance seria um fracasso de público e crítica: "Será o maior fiasco do ano—mas não me importo nada! Será algo que ninguém nunca fez antes, e devo ter dito o que Eu quero dizer..." No entanto, quando apareceu em maio de 1884, o livro gerou uma tempestade de publicidade. Embora muitos críticos tenham ficado escandalizados, ele atraiu uma jovem geração de estetas e escritores.
Richard Ellmann descreve o efeito do livro em sua biografia de Oscar Wilde:
Whistler correu para parabenizar Huysmans no dia seguinte por seu livro 'maravilhoso'. Bourget, então amigo íntimo de Huysmans como de Wilde, admirava-o muito; Paul Valéry o chamou de sua 'Bíblia e seu livro de cabeceira' e foi isso que se tornou para Wilde. Ele disse ao Morning News: 'Este último livro de Huysmans é um dos melhores que já vi'. Estava sendo revisto em todos os lugares como o guia da decadência. No exato momento em que Wilde estava caindo nos padrões sociais, ele foi confrontado com um livro que mesmo em seu título os desafiava.

Acredita-se amplamente que À rebours é o "romance francês venenoso" que leva à queda de Dorian Gray em O Retrato de Dorian Gray, de Oscar Wilde. Diz-se que o enredo do livro dominou a ação de Dorian, levando-o a viver uma vida amoral de pecado e hedonismo. No capítulo 10, Dorian examina um livro enviado a ele pelo aristocrata hedonista Lord Henry Wotton:
Era o livro mais estranho que ele já havia lido. Parecia-lhe que em trajes requintados, e ao som delicado de flautas, os pecados do mundo passavam em mudo espetáculo diante dele ... Era um romance sem enredo, e com apenas um personagem, sendo, de fato, simplesmente um estudo psicológico de um certo jovem parisiense, que passou a vida tentando realizar no século XIX todas as paixões e modos de pensamento que pertenciam a todos os séculos, exceto ao seu ... estilo, vívido e obscuro ao mesmo tempo, cheio de jargões e arcaísmos, de expressões técnicas e de paráfrases elaboradas, que caracteriza a obra de alguns dos melhores artistas da escola francesa de Symbolistes. Havia nele metáforas tão monstruosas quanto orquídeas e de cores tão sutis. A vida dos sentidos foi descrita nos termos da filosofia mística. Às vezes mal se sabia se estava lendo os êxtases espirituais de algum santo medieval ou as confissões mórbidas de um pecador moderno. Era um livro venenoso. O forte odor de incenso parecia impregnar suas páginas e perturbar o cérebro. A mera cadência das frases, a sutil monotonia de sua música, tão cheia de refrões complexos e movimentos elaboradamente repetidos, produziam na mente do rapaz, à medida que passava de capítulo em capítulo, uma forma de devaneio, uma doença de sonhar ...

Sobre a questão do romance de Huysmans como inspiração para o livro de Dorian Gray, Ellmann escreve:
Wilde não nomeia o livro, mas em seu julgamento ele admitiu que era, ou quase, o À rebours de Huysmans ... Para um correspondente ele escreveu que havia feito uma 'variação fantástica' sobre o À rebours e algum dia deveria escrevê-la. As referências em Dorian Gray a capítulos específicos são deliberadamente imprecisas.
À rebours é agora considerado por alguns um passo importante na formação da "literatura gay". À rebours ganhou notoriedade como uma exposição nos julgamentos de Oscar Wilde em 1895. O promotor se referiu a ele como um livro "sodomita". O livro chocou Zola, que sentiu que tinha dado um "terrível golpe" ao naturalismo.
Zola, ex-mentor de Huysmans, deu ao livro uma recepção morna. Huysmans inicialmente tentou aplacá-lo afirmando que o livro ainda estava no estilo naturalista e que as opiniões e gostos de Des Esseintes não eram seus. No entanto, quando eles se encontraram em julho, Zola disse a Huysmans que o livro havia sido um "terrível golpe para o naturalismo" e o acusou de "desviar a escola" e "queimar [seus] barcos com tal livro", alegando que "não tipo de literatura era possível neste gênero, esgotado por um único volume".

Enquanto ele lentamente se afastava dos naturalistas, Huysmans ganhou novos amigos entre os escritores simbolistas e católicos cujo trabalho ele havia elogiado em seu romance. Stéphane Mallarmé respondeu com o tributo "Prose pour Des Esseintes", publicado em La Revue indépendante em 1 de janeiro de 1885. Este famoso poema foi descrito como "talvez a mais enigmática das obras de Mallarmé". A estrofe de abertura dá um pouco de seu sabor:
Hyperbole! de ma mémoire
Triomphalement ne sais-tu
Te lever, aujourd'hui grimoire
Dans un livre de fer vêtu...

Hipérbole! Você não pode surgir
Da memória, e triunfo, crescer
Hoje uma forma de conjuração
Vestida em um fólio de ferro?
(Traduzido por Donald Davie) 
O escritor católico Léon Bloy elogiou o romance, descrevendo Huysmans como "anteriormente um naturalista, mas agora um idealista capaz do mais exaltado misticismo, e tão distante do crapuloso [guloso ou bêbado] Zola como se todos os espaços interplanetários tivessem subitamente acumulado entre eles." Em sua revisão, Barbey d'Aurevilly comparou Huysmans a Baudelaire, lembrando: "Depois de Les Fleurs du mal eu disse a Baudelaire que só resta a você escolher entre o cano da pistola e o pé da cruz. Mas será que o autor de À rebours fazem a mesma escolha?" Sua previsão acabou se confirmando quando Huysmans se converteu ao catolicismo na década de 1890.